# Trun (Orne)
Trun – miejscowość i gmina we Francji, w regionie Normandia, w departamencie Orne.
Według danych na rok 1990 gminę zamieszkiwało 1230 osób, a gęstość zaludnienia wynosiła 135 osób/km² (wśród 1815 gmin Dolnej Normandii Trun plasuje się na 184. miejscu pod względem liczby ludności, natomiast pod względem powierzchni na miejscu 564.).